# Pré-Saint-Didier
Pré-Saint-Didier là một thị xã và đô thị ở vùng thung lũng Aosta tây bắc Italia, tại độ cao 1.004 m trên mực nước biển.

## Giao thông

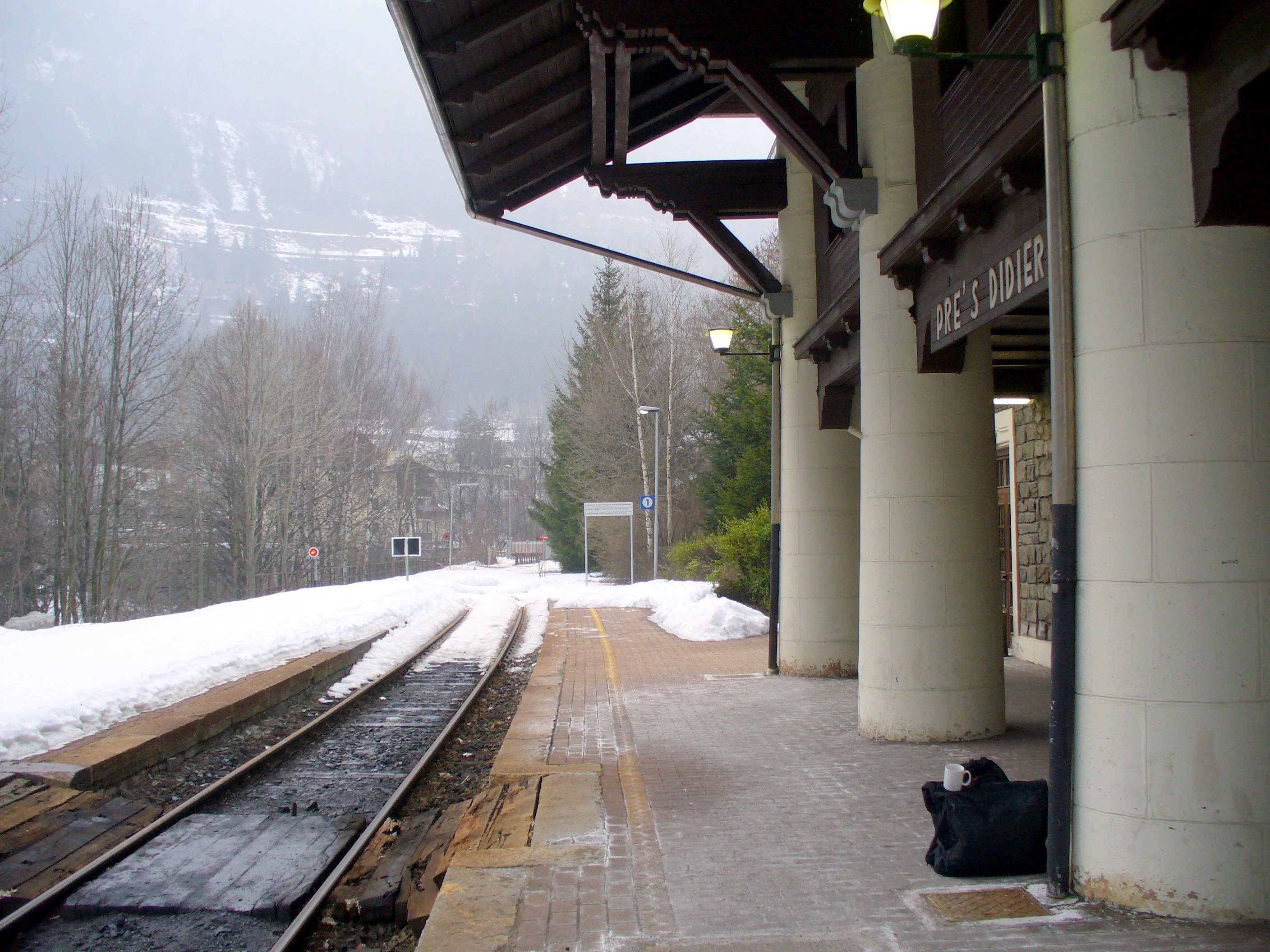
Nhà ga tàu hỏa Pre-Saint Didier

Nhà ga tàu hỏa nằm ở đô thị này với các tuyến nối Aosta và thông qua đó nối với mạng lưới đường ray của Ý. Về đường bộ có các tuyến xe nối với các vùng núi (La Thuile, Courmayeur).